# Otmar Suitner
Otmar Suitner (Innsbruck, 6 de mayo de 1922 - Berlín, 8 de enero de 2010) fue un director de orquesta y pianísta austriaco. 
Fue alumno de Clemens Krauss en el Mozarteum en Salzburgo, y comenzó su carrera durante la Segunda Guerra Mundial. Llegó a ser Director Principal de la Ópera Estatal de Dresde y de la Staatskapelle en 1960, y disfrutó una exitosa carrera internacional. Fue particularmente popular en Japón donde su colección de versiones de Antonín Dvořák, lujosamente editada, es un best seller.

## Biografía
Otmar Suitner estudió piano en el Conservatorio de Innsbruck con Fritz Weidlich y entre 1940 y 1942, en el Mozarteum de Salzburgo, estudió piano con Frantz Ledwinka y dirección con Clemens Krauss.
De 1942 a 1944 fue profesor asistente en el ballet con la obligación de la asumir la dirección en el Tiroler Landestheater Innsbruck. Actuó en conciertos como pianista, tocando en varios lugares, entre ellos Viena, Roma, Mónaco, Alemania y Suiza.
En 1952 fue nombrado director musical en Remscheid. De 1957 a 1960 fue director general de Música de la Rheinland-Pfalz Staatsphilharmonie de Ludwigshafen, con la que actuó en Berlín, Múnich, Hamburgo, Italia y Grecia. Con esta orquesta también acompañó a Maria Callas.
De 1960 a 1964 Suitner fue director titular de la Staatskapelle de Dresde. Con esta orquesta, dirigió la representación conmemorativa del cincuentenario del estreno de Der Rosenkavalier. De 1964 a 1967 dirigió El holandés errante, Tannhäuser y el Anillo de los Nibelungos en el Festival de Bayreuth.
De 1964 a 1971, y más tarde 1974-1991 fue director general de Música de la Staatsoper Unter den Linden en Berlín Oriental.

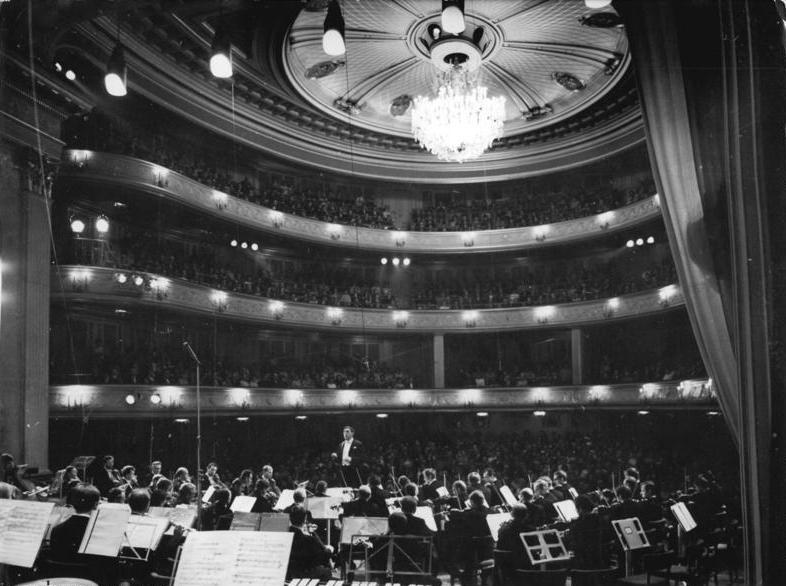
Berlin, Deutsche Staatsoper

Suitner no dirige únicamente en casi todos los países europeos, especialmente en Suecia, Italia, Suiza y la Opera de Viena, sino también en los Estados Unidos (San Francisco Opera), América Latina y Japón. Ha sido Director Honorario de la orquesta sinfónica de la NHK.
En la República Federal de Alemania, y especialmente por la CDU, se consideró ofensivo su trabajo y residencia en el este de Berlín. Incluso después de su rehabilitación, obra de Helmut Kohl, que lo había conocido desde sus tiempos en Ludwigshafen, sus conciertos en el extranjero tuvieron lugar principalmente en otros países.
Otmar Suitner estaba muy apegado al compositor Paul Dessau, del que lleva a cabo el estreno mundial de Puntila (1966), Einstein (1974) y Leonce und Lena (1979) en la Deutschen Staatsoper de Berlín.
De 1977 a 1990 Suitner fue también profesor de dirección en la Universidad de Música y Artes Escénicas (ahora Universidad de Música y Artes escénicas) en Viena y en 1975 y 1976 ocupó los cursos de dirección en la Academia de Verano de Salzburgo.
Durante los años ochenta, Suitner se ha enfrentado a crecientes problemas de salud que han dado como resultado, principalmente a causa de la enfermedad de Parkinson, tener que terminar en 1990, su actividad de director de conciertos.

## Familia
Otmar Suitner tenía dos familias. Estaba debidamente casado con su esposa, Marita, con el que se fue a vivir a partir de 1960 a la República Democrática Alemana y posteriormente en Berlín Occidental. Al mismo tiempo, en el oeste de Berlín tenía una amante Renate Heitzmann, que frecuentaba los fines de semana. La había conocido en 1965, cuando la había encontrado como estudiante en Bayreuth, Alemania Occidental. En 1971 le dio un hijo, Igor Heitzmann. Por lo tanto, su vida se convirtió en un ir y venir continuo entre las dos partes de Berlín, ya que podía cruzar la frontera sin problemas gracias a su pasaporte austríaco. Con el desmantelamiento de la República Democrática Alemana también cambió su vida familiar y ambas familias se reunieron con frecuencia.
En el Documental Nach der Musik su hijo Igor Heitzmann, director ahora famoso, cuenta la historia del acercamiento a su padre, la desaparición República Democrática Alemana y la historia de la vida inusual de sus padres. A través de conversaciones e imágenes recorre la historia familiar entre este y el oeste y se conecta con sus recuerdos fragmentarios de la reunión con su padre.

## Honores
Entre las numerosas distinciones obtenidas por Suitner, deben recordarse:
- 1963 Premio Nacional de la República Democrática Alemana
- 1973 Orden de San Gregorio Magno, para la que fue nombrado por el Papa Pablo VI
- 2004 Premio del Tirol 2004

## Estilo musical
Otmar Suitner nunca llegó a tener la fama de otros colegas de su generación, aunque gozó de un cierto prestigio en Europa del Este y Japón. Como músico era de una gran seriedad, pero para algunos un tanto frío y distante. Suitner fue un defensor del respeto a las obras a ejecutar y a las indicaciones del compositor. Era un gran especialista en la música de Mozart, Dvorak, Wagner y Richard Strauss. Por todo esto encajaba muy bien con la filosofía musical de la Staatskapelle de Dresde, pero curiosamente donde pudo desplegar todo su talento, tanto en conciertos como en sus numerosas grabaciones, fue con la Staatkapelle en la Ópera Estatal de Berlín Este, a la que consolidó como una de las mejores orquestas alemanas y europeas.
También destacó como uno de los mejores intérpretes de los valses de la familia Strauss. Sus versiones eran siempre de una gran claridad y transparencia, aunque se pueden considerar un tanto impersonales en comparación a las más brillantes de algunos de sus coetáneos. Su trabajo en la RDA le perjudicó para desarrollar una gran carrera internacional, siendo un director injustamente infravalorado, excepto en Japón. 
Dejó un legado discográfico muy importante, que es cada vez más apreciado. Entre sus grabaciones se puede destacar el primer ciclo sinfónico de Beethoven publicado en formato CD, que fue debido a Otmar Suitner al frente de la Staaskapelle de Berlín.

## Discografía parcial
- Beethoven: Las nueve sinfonías / Staatskapelle Berlin / 1980–1983 / Solistas en la novena sinfonía: Magdalena Hajossyova, Uta Priew, Eberhard Büchner y Manfred Schenk.
- Beethoven: Oberturas de Egmont, Coriolano y Fidelio / Staatskapelle Berlin / 1984
- Beethoven: Oberturas Leonora III, Die Geschöpfe des Prometheus / Staatskapelle Berlin / 1984
- Bizet: Sinfonía Nr. 1 (Do magg.) / Staatskapelle Dresden
- Brahms: Sinfonías 1-4 / Staatskapelle Berlin / 1984–1986
- Bruckner: Sinfonías Nr. 1, 4, 5, 7, 8 / Staatskapelle Berlin / 1987–1990
- Debussy: Prélude a l'aprèsmidi d'un faune / Staatskapelle Dresden
- Dessau: Einstein / Ópera completa/ Schreier, Adam, Büchner / Staatskapelle Berlin / 1977
- Dessau: Leonce und Lena / Ópera completa/ Süß, Büchner, Nossek, Menzel, Schaller, Leib, Eisenfeld, Garduhn / Coro de la Deutschen Staatsoper Berlin / Staatskapelle Berlin / 1980
- Dvořák: Las nueve sinfonías / Staatskapelle Berlin / 1977–1981
- Eisler: Ernste Gesänge / Günter Leib / Staatskapelle Dresden
- Grieg: Tres piezas para orquesta op. 56 (del "Sigurd Jorsalfar“) / Staatskapelle Berlin / 1976
- Grieg: Suite "Aus Holbergs Zeit“ op. 40 / Staatskapelle Berlin / 1976
- Grieg: Peer-Gynt-Suite Nr. 1 op. 46 / Bamberger Symphoniker / 1959
- Grieg: Peer-Gynt-Suite Nr. 2 op. 55 / Bamberger Symphoniker / 1959
- Händel: Acis y Galathea / Kunitachi College of Music / 1980
- Haydn: Sinfonía Nr. 100 ("Militar“) / Gewandhausorchester Leipzig / 1950-er?
- Humperdinck: Hänsel und Gretel / Ópera completa/ Springer, Hoff, Adam, Schreier / Staatskapelle Dresden / 1969
- Lanner: Waltzer, Hofball- und Steyrische Tänze und Die Schönbrunner / Staatskapelle Dresden / 1970
- Liszt: Orpheus Poema sinfónico Nr.4 / Bamberger Symphoniker / 1957
- Liszt: Mazeppa Poema sinfónico Nr.6 / Bamberger Symphoniker / 1957
- Lortzing: Die Opernprobe / Ópera completa/ Litz, Hirte, Lövaas, Marheineke, Gedda / Coro y Orquesta de la Bayerische Staatsoper / 1974
- Mahler: Sinfonía Nr. 1 / Staatskapelle Dresden / 1962
- Mahler: Sinfonía Nr. 2 / Hajossyova, Priew / Staatskapelle Berlin / 1983
- Mahler: Sinfonía Nr. 5 / Staatskapelle Berlin / 1984
- Mozart: Le nozze di Figaro / Ópera completa/ Prey, Güden, Rothenberger, Berry, Mathis, Schreier, Vogel / Staatskapelle Dresden / 1964
- Meyer: Concerto para violín y orquesta/ David Oistrach / Staatskapelle Berlin
- Mozart: Così fan tutte / Ópera completa/ Casapietra, Burmeister, Leib, Schreier, Geszty, Adam / Chor der Deutschen Staatsoper Berlin / Staatskapelle Berlin / 1969
- Mozart: Die Zauberflöte / Ópera completa/ Adam, Schreier, Geszty, Donath, Leib, Hoff, Kuhse, Vogel / Staatskapelle Dresden / 1970
- Mozart: Sinfonía Nr. 29, A-Dur, KV 201 / Staatskapelle Dresden
- Mozart: Sinfonía Nr. 39, Es-Dur, KV 543 / Staatskapelle Dresden / 1976
- Mozart: Sinfonía Nr. 40, g-Moll, KV 550 / Staatskapelle Dresden / 1976
- Mozart: Sinfonía Nr. 41, C-Dur, KV 551 (Jupiter) / Staatskapelle Dresden / 1974
- Mozart: Sinfonía Nr. 41, C-Dur, KV 551 (Jupiter) / NHK-SO Live in Tokio / 1982
- Pfitzner: Palestrina / Ópera completa/ Schreier, Lorenz, Nossek, Lang, Polster, Ketelsen, Garduhn, Trekel, Bär, Priew / Chor der Deutschen Staatsoper Berlin / Staatskapelle Berlin / 1986–1988
- Schubert: Alfonso und Estrella / Ópera completa/ Mathis, Schreier, Fischer-Dieskau, Prey, Adam / Rundfunkchor Berlin / Staatskapelle Berlin / 1978
- Schubert: Sinfonías Nr. 1, 2, 3, 4, 5, 6, 7, 9 / Staatskapelle Berlin / 1983–1986
- Schumann: Sinfonías 1-4 / Staatskapelle Berlin / 1986–1987
- Smetana: La esposa vendida / Ópera completa/ Burmeister, Schlemm, Lange, Leib, Teschler, Adam / Staatskapelle Dresden
- Strauss: Salome / Ópera completa/ San Francisco House of Opera Live / Rysanek, Varnay, Nimsgern, Hopf / Orquesta de la Ópera de San Francisco / 1974
- Suppé: Die schönsten Ouvertüren / Staatskapelle Dresden / 1969
- Wagner: Tannhäuser / Ópera completa/ San Francisco House of Opera Live / Thomas, Rysanek, Napier, Stewart y otros artistas/  Orquesta de la Ópera de San Francisco / 1973

## Filmes
- 2007 – Nach der Musik. Otmar Suitner. Dirigida por Igor Heitzmann